# Prosopis alba
Prosopis alba är en ärtväxtart som beskrevs av August Heinrich Rudolf Grisebach. Prosopis alba ingår i släktet Prosopis och familjen ärtväxter. IUCN kategoriserar arten globalt som nära hotad.

## Underarter
Arten delas in i följande underarter:
- P. a. alba
- P. a. panta

## Bildgalleri

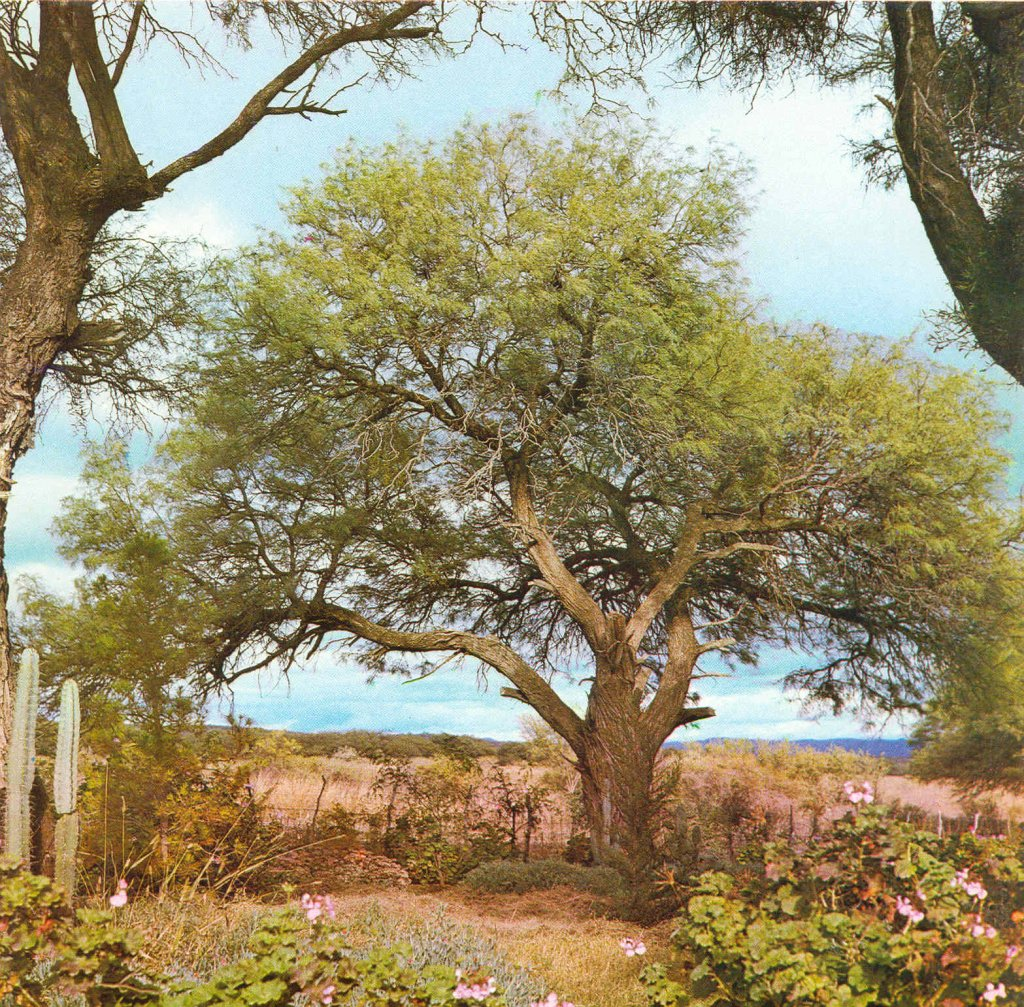
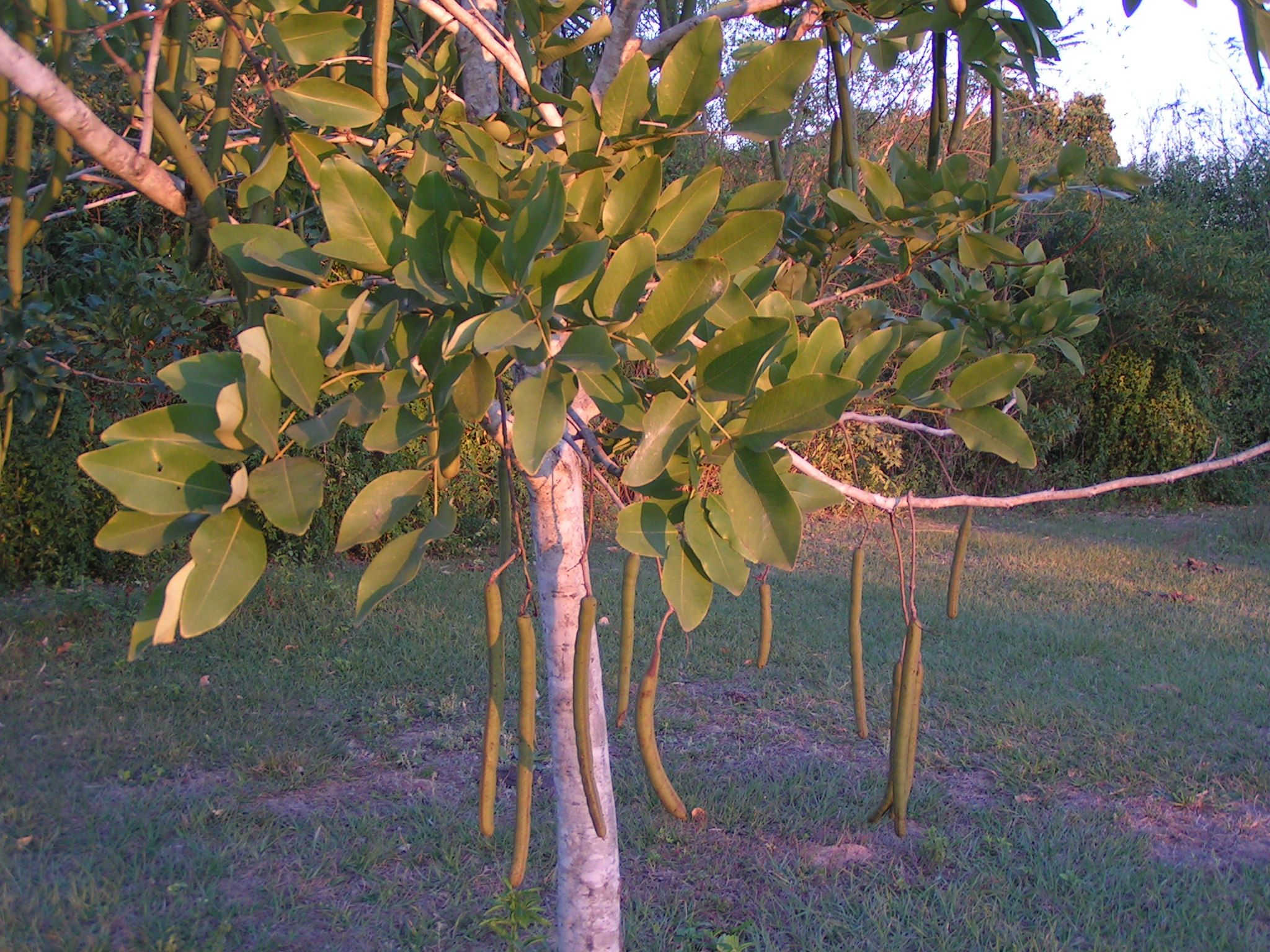
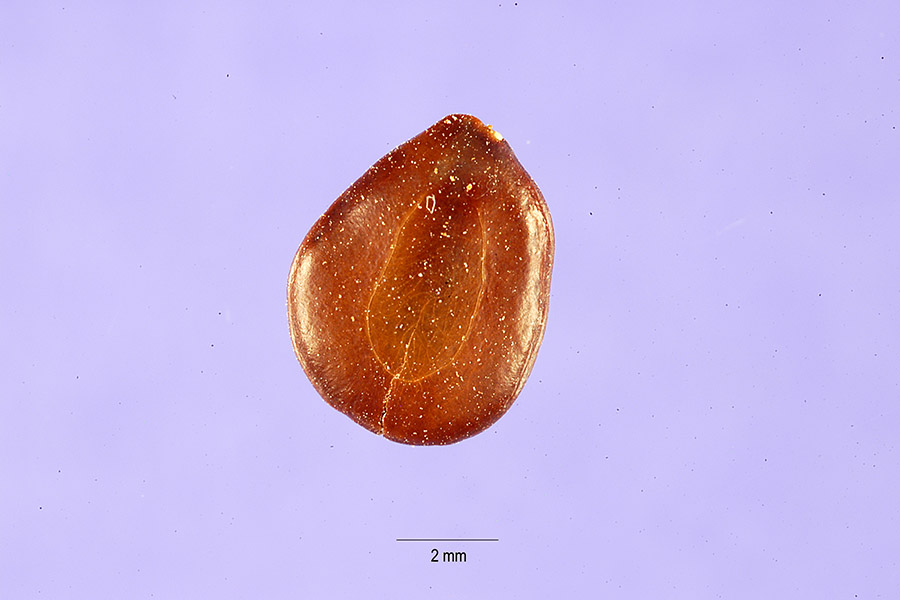